# NK Krk
NK Krk je hrvatski nogometni klub iz grada Krka. U sezoni 2023./24. se natječe u 2. NL.

## Povijest
NK Krk je osnovan 15. prosinca 1940. godine kao dio Sportskog društva Krk. Osnivačka skupština održana je u ondašnjem hotelu Krk, a danas hostelu Krk, u samom centru grada. Već 17. prosinca uprava društva obratila se dopisom Ravnateljstvu realne gimnazije u Krku u kojem ih obavještava o osnivanju društva u kojem će biti njegovano nekoliko sportskih disciplina, a to su nogomet, laka atletika, veslanje i plivanje. Prvi nastupi SD-a Krk sekcije nogometa bile su utakmice s Puntom i u Baški. Prvi dresovi bili su mornarske majice s prišivenim bijelim amblemom i crvenim natpisom SKK.
Krčko sportsko društvo je tijekom Drugog svjetskog rata privremeno obustavilo svoje aktivnosti, a prva nogometna utakmica u poslijeratno vrijeme odigrana je 1946. godine s Puntom. Godine 1947. Sportsko društvo Krk preimenovano je u SD Partizan s više od stotinu aktivnih sportaša uključenih u šest sportskih sekcija: nogomet, plivanje, laka atletika, boks, stolni tenis, odbojka te fiskulturno društvo. Zbog loših veza s kopnom nogometaši Krka su do 1968. godine igrali utakmice po otoku i s najbližim susjedima (Cres, Vinodol...). Dvije godine igralo se i prvenstvo Kvarnerskih otoka. Godine 1968. Krk se uključio u redovita natjecanja Podsaveza Rijeka, da bi najveće uspjehe postizao u proteklih desetak godina kada je krčki trećeligaš stigao nadomak Druge HNL te igrao u završnici Kupa Hrvatske s prvoligaškim momčadima Osijeka i Lokomotive.
Za Krk je igrao Fulvio Poropat, bivši hrvatski mladi reprezentativac, s kojim je klub osvojio naslov jesenskog prvaka.
"Krk Fanatics" su bivši navijači Krka koji su djelovali 2007.-2008. godine, ali zbog tada namještavanih utakmica prestali s organiziranim navijanjem. Početkom 2019. godine formira se nova navijačka skupina "Brigada" te po uzoru na navijačku skupinu "Krk Fanatics" vjerno bodre svoj klub.

## Uspjesi po sezonama
- 2019./20.: 6. u 3. HNL – Zapad
- 2020./21.: 13. u 3. HNL – Zapad
- 2021./22.: 5. u 3. HNL – Zapad
- 2022./23.: 1. u 3. HNL – Zapad

## Vanjske poveznice
- Službene stranice NK Krka  Arhivirana inačica izvorne stranice od 19. travnja 2021. (Wayback Machine)